# Jean-Pierre Monseré
Jean-Pierre Monseré (Roeselare, 8 de septiembre de 1948 - Sint-Pieters-Lille, 15 de marzo de 1971) fue un ciclista belga que fue professional entre 1969 y 1971. Siempre corrió con el equipo Flàndria.
Jean-Pierre Monseré ganó el Giro de Lombardía de 1969, después de la descalificación por dopaje del neerlandés Gerben Karstens. 
El 16 de agosto de 1970, bajo un fuerte viento, ganó en Leicester, Inglaterra, el Campeonato Mundial de Ciclismo en Ruta, por delante del danés Leif Mortensen y el italiano Felice Gimondi, convirtiéndose en el segundo campeón del mundo más joven de la historia (tras Karel Kaers en 1934) y tomándose la revancha ante Mortensen por el año anterior, cuando el danés le derrotó en Zolder en el mundial amateur.
Durante la temporada de 1971 pasearía el maillot arco-iris convertido en una de las principales figuras del mundo del pedal. En el mes de febrero levantaría los brazos en dos etapas y en la general de la Vuelta a Andalucía.
Socio, junto a los hermanos Eric y Roger de Vlaeminck, del grupo «Flandria», dirigido por Albéric Schotte, Monseré dejó entrever una gran carrera de campeón ciclista. 
El 15 de marzo de 1971 tomó la salida en el G.P. Rètie como preparación para las clásicas de primavera, pero durante el transcurso de esta carrera un despistado conductor invadió la carretera por donde circulaban los corredores y arrolló a Monseré, al que nada pudieron hacer por salvarle la vida.
Tenía tan solo 22 años y dejó mujer e hijo pequeño. 
El destino quiso que su hijo Giovanni muriera también atropellado por un coche tan solo 5 años después mientras circulaba en bicicleta, y también vistiendo el maillot arco-iris que le habían regalado en su primera comunión como homenaje a su padre.

## Palmarés
1969
- Giro de Lombardía
- 1 etapa del Tour de Olympia
- 1 etapa de la Vuelta a Bélgica

1970
- Campeonato del Mundo en Ruta
- 2 etapas a la Vuelta a Andalucía
- 1 etapa de la París-Luxemburgo

1971
- Vuelta a Andalucía, más dos etapas

## Resultados en las Grandes Vueltas y Campeonatos del Mundo
| Carrera         | 1969 | 1970 | 1971 |
| --------------- | ---- | ---- | ---- |
| Giro de Italia  | -    | -    | -    |
| Tour de Francia | -    | -    | -    |
| Vuelta a España | -    | -    | -    |
| Mundial en Ruta | -    | 1.º  | -    |

-: no participa 

Ab.: abandono 